# Josip Kraja
Josip Kraja (Dubrovnik, 1891. − Youngstown, Ohio, 16. studenoga 1979.), hrvatsko-američki nakladnik i tiskar, hrvatski emigrantski djelatnik.

## Životopis
Rodio se je u Dubrovniku. U SAD je iselio sa 16 godina. U listu Hrvatska štampa bio nakladnik i urednik. Djelatan u hrvatskim iseljeničkim društvima, ponajprije Hrvatskom kolu. Zalagao se za neovisnu samostalnu hrvatsku državu. Aktivan na socijalnom polju kod hrvatskih novih doseljenika kojima je pomogao snaći se u novoj sredini.